# Monte Serva
Il Monte Serva è una montagna delle Dolomiti Bellunesi alta 2.133 metri s.l.m.. Sorge a nord di Belluno.

## Descrizione
Il versante meridionale è caratterizzato dalla presenza di boschi e prati, mentre il versante settentrionale è molto scosceso e roccioso e si affaccia sulla foresta della Cajada. Caratteristica formazione rocciosa della montagna, visibile anche dalla città di Belluno, è la cosiddetta Boca de Rosp. Nei mesi estivi è ancora praticata la pastorizia: il principale ricovero per bestiame e pastori è sito in località Pian dei Fioch a 1731 metri d'altitudine.

### Clima
In inverno sono abbondanti e frequenti le nevicate mentre d'estate i temporali sono spesso violenti. La zona in cui passa il sentiero che costeggia la boca del rosp è soggetta a slavine quando ci sono abbondanti nevicate.

## Turismo
Per gli abitanti di Belluno è una tradizionale meta per scampagnate, sia in estate che in inverno; il luogo di partenza per le escursioni alla vetta è il Cargador, appena sopra Col di Roanza.
Notevole il paesaggio dalla cima: la visuale spazia dal vicino gruppo della Schiara, con la nota guglia di roccia denominata Gusela del Vescovà, alle principali cime dolomitiche e, se il tempo lo permette, è visibile anche la laguna di Venezia.
Il monte Serva fa parte del Parco nazionale delle Dolomiti Bellunesi.

## Galleria d'immagini

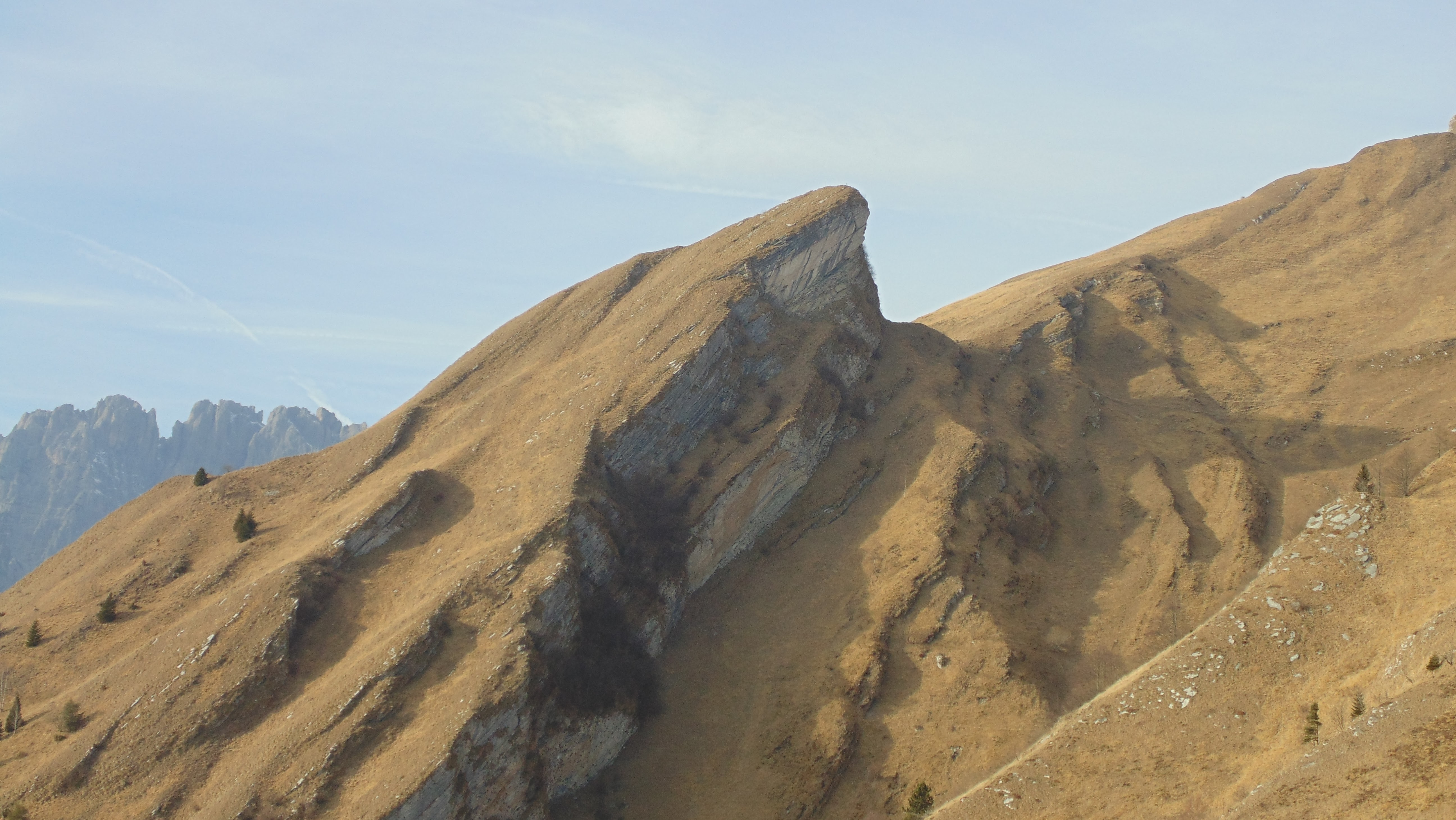
Boca del Rosp
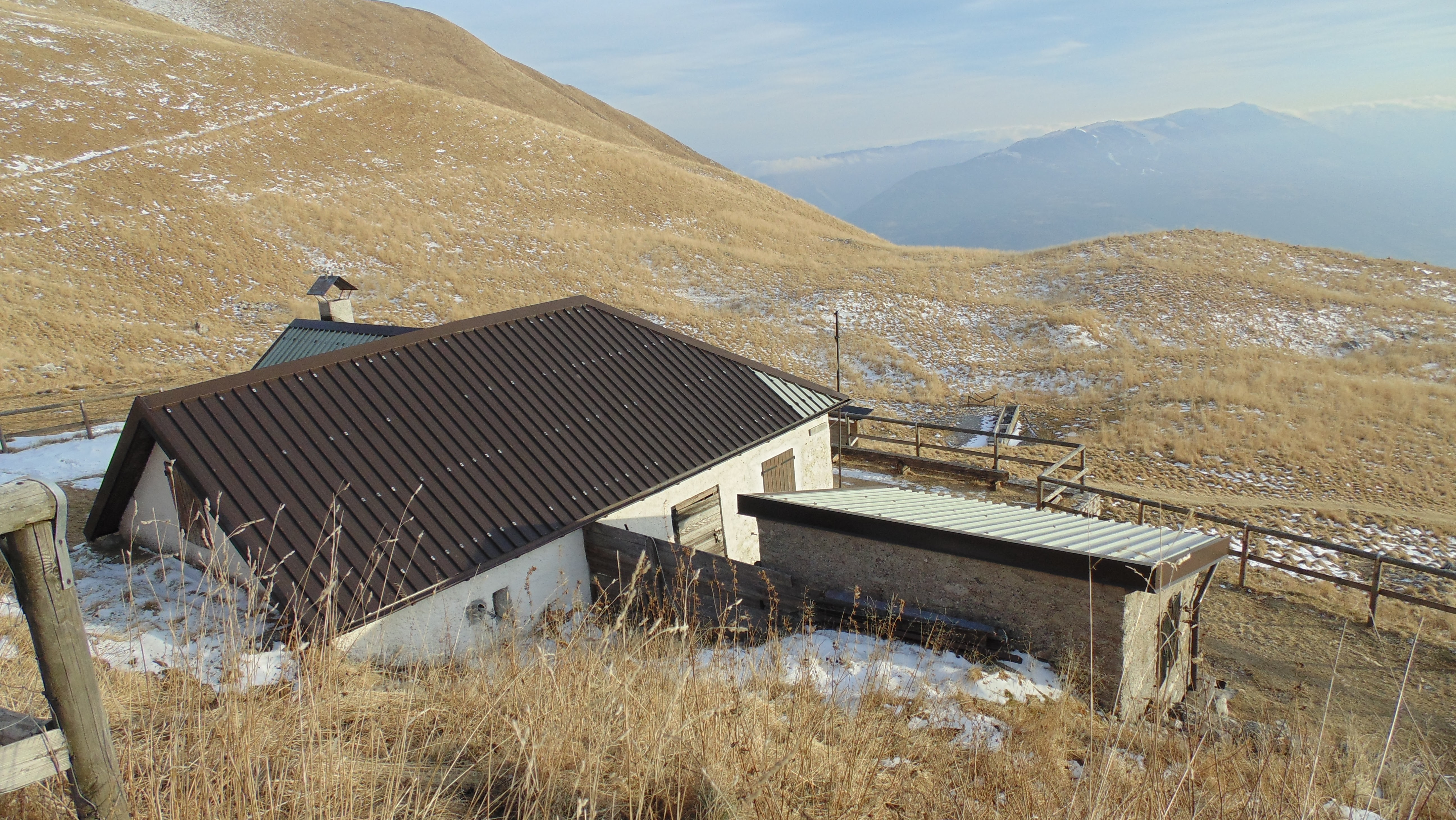
Casera Pian dei Fioc
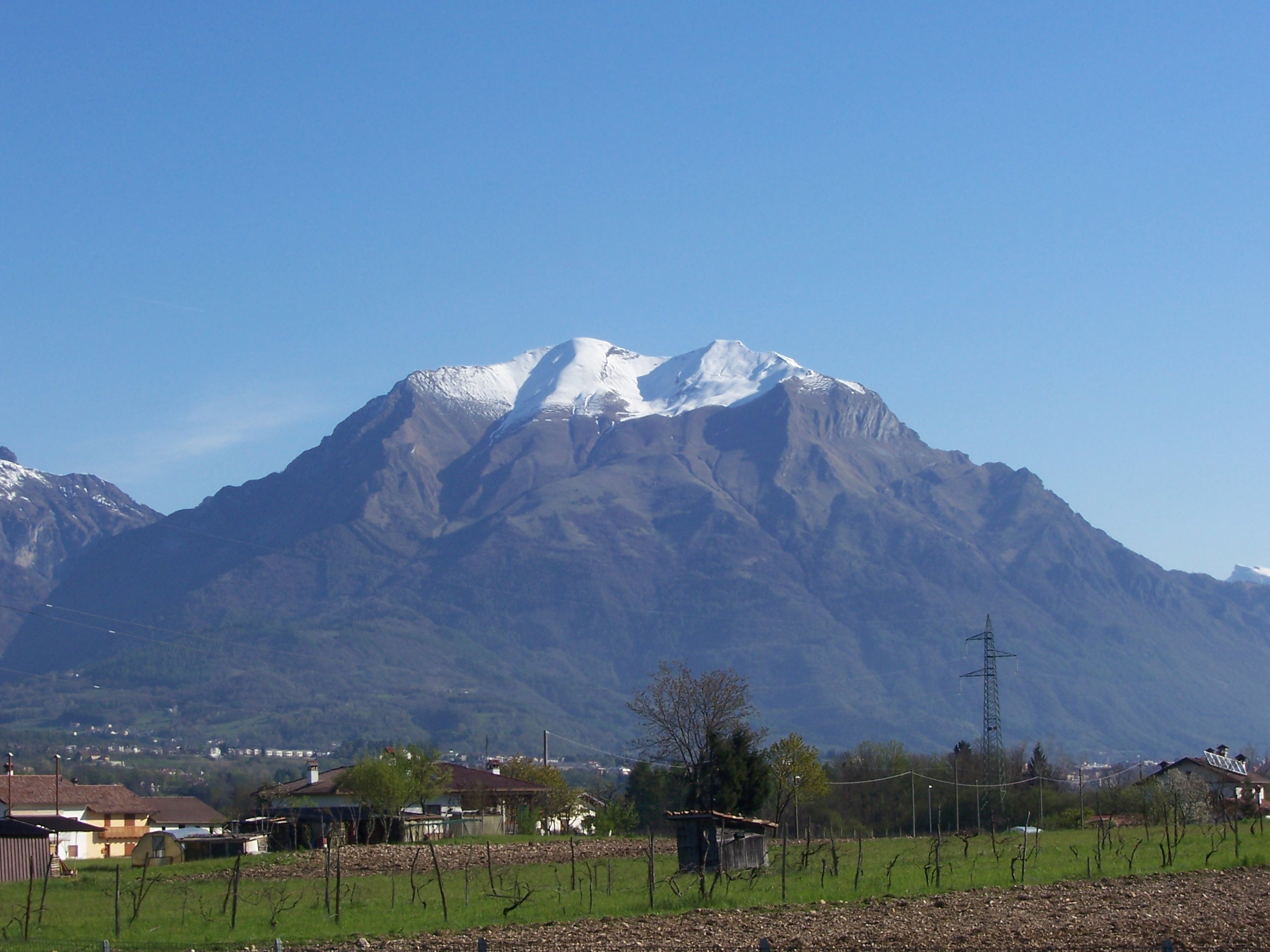
Vista del monte a valle
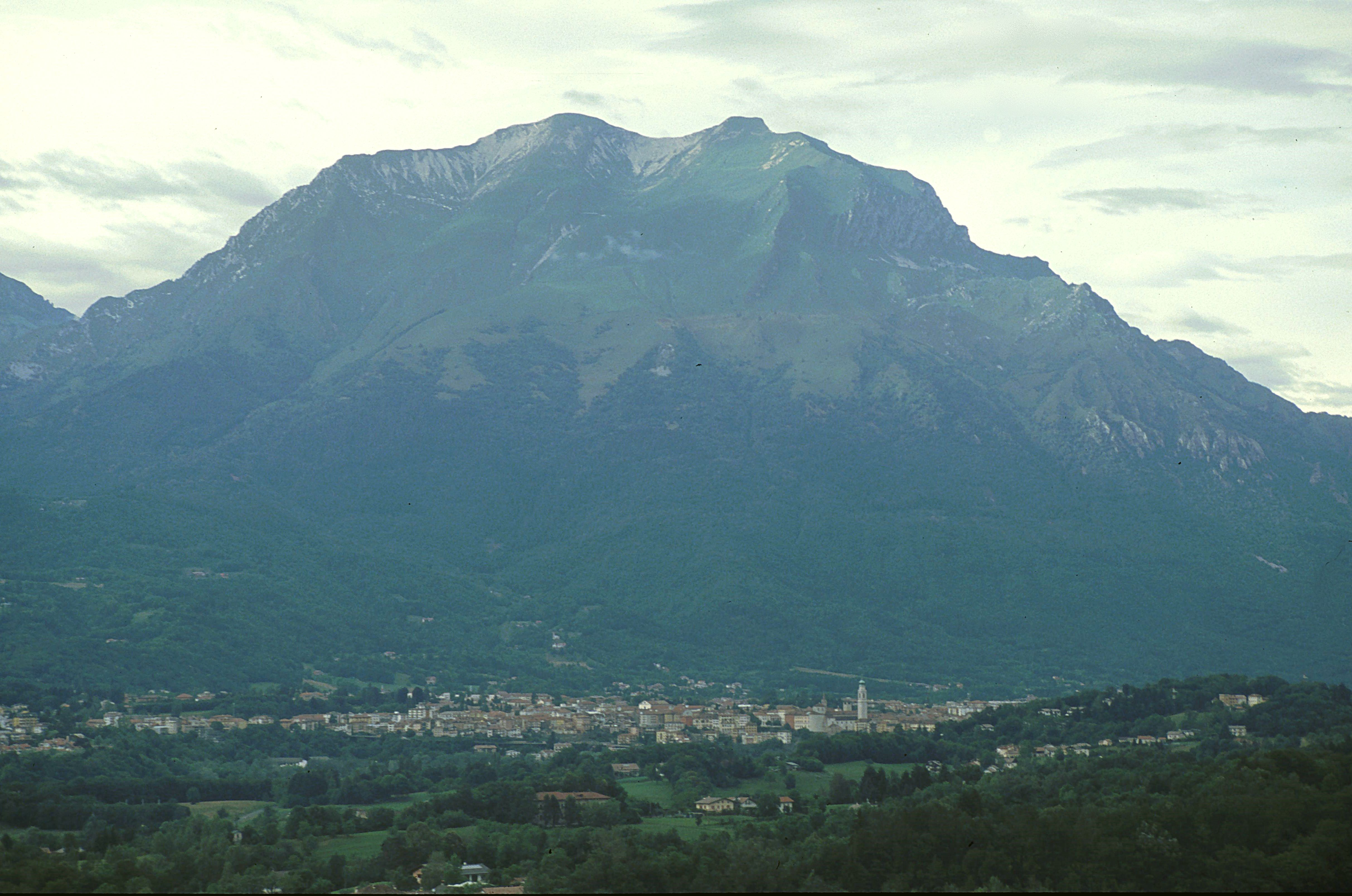
Vista da Belluno
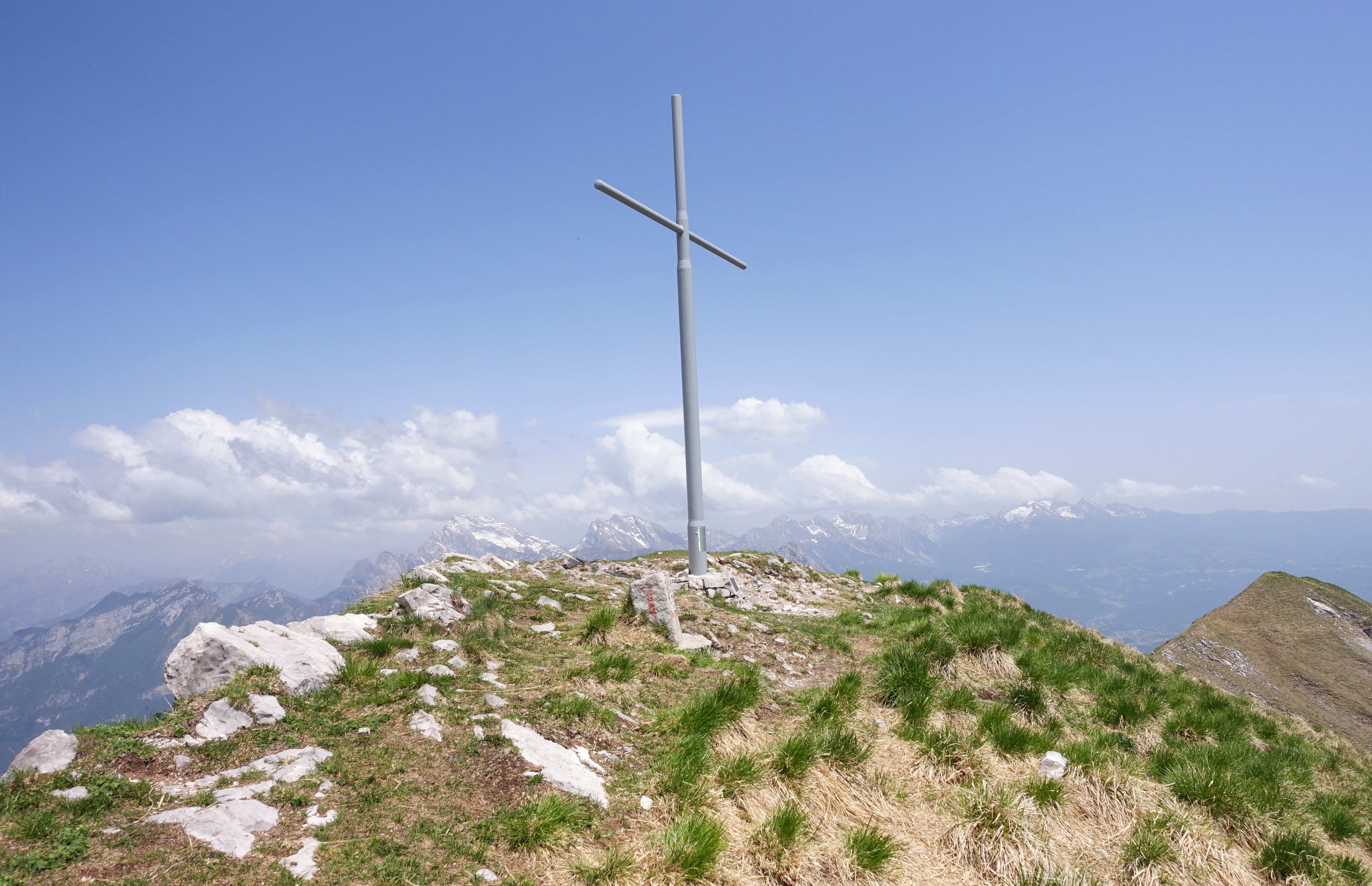
La cima del Monte Serva